# ATC J06 – Immunszérumok és immunglobulinok
Az ATC J06 – Immunszérumok és immunglobulinok a gyógyszerek anatómiai, gyógyászati és kémiai osztályozási rendszerének (ATC) egyik alcsoportja.
| ATC J   | Szisztémás fertőzés elleni szerek                      |
| ------- | ------------------------------------------------------ |
| ATC J01 | Szisztémás antibakteriális szerek                      |
| ATC J02 | Szisztémás gombaellenes szerek                         |
| ATC J04 | Mikobaktériumok által okozott fertőzések elleni szerek |
| ATC J05 | Szisztémás vírusellenes szerek                         |
| ATC J06 | Immunszérumok és immunglobulinok                       |
| ATC J07 | Vakcinák                                               |

## J06A  Immunszérumok

### J06AA Immunszérumok
J06AA01 Diphtheria antitoxin
J06AA02 Tetanus antitoxin
J06AA03 Snake venom antiserum
J06AA04 Botulinum antitoxin
J06AA05 Gas-gangrene sera
J06AA06 Rabies serum

## J06B 	Immunglobulinok

### J06BA Immunoglobulins, normal human
J06BA01 Immunoglobulins, normal human, for extravascular administration
J06BA02 Immunoglobulins, normal human, for intravascular administration

### J06BB Specific immunoglobulins
J06BB01 Anti-D (rh) immunoglobulin
J06BB02 Tetanus immunoglobulin
J06BB03 Varicella/zoster immunoglobulin
J06BB04 Hepatitis B immunoglobulin
J06BB05 Rabies immunoglobulin
J06BB06 Rubella immunoglobulin
J06BB07 Vaccinia immunoglobulin
J06BB08 Staphylococcus immunoglobulin
J06BB09 Cytomegalovirus immunoglobulin
J06BB10 Diphtheria immunoglobulin
J06BB11 Hepatitis A immunoglobulin
J06BB12 Encephalitis, tick borne immunoglobulin
J06BB13 Pertussis immunoglobulin
J06BB14 Morbilli immunoglobulin
J06BB15 Parotitis immunoglobulin
J06BB16 Palivizumab
J06BB30 Combinations

### J06BC Other immunoglobulins
J06BC01 Nebacumab